# 南沙乌贼
南沙乌贼（学名：Sepia nanshiensis），是乌贼目乌贼科乌贼属的一种。主要分布于中国大陆，常栖息在水深40-100米。